# Leonardo Bruni

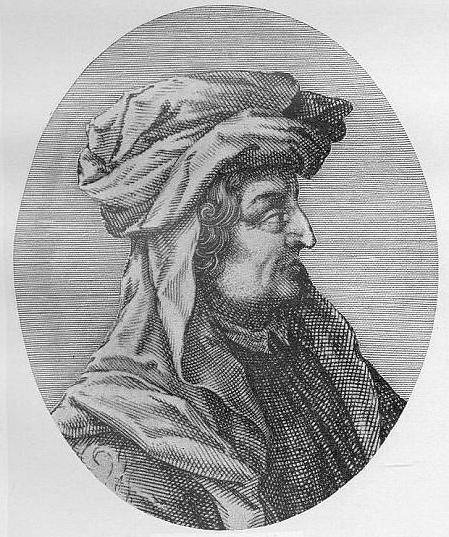
Leonardo Bruni, engraving by Theodor de Bry

Leonardo Bruni (hoặc Leonardo Aretino; c. 1370 - ngày 9 tháng 3 năm 1444) là một nhà nhân văn, sử gia và chính khách người Ý, thường được công nhận là nhà lịch sử nhân văn quan trọng nhất của thời kỳ Phục Hưng đầu tiên. [1] Ông được gọi là sử gia hiện đại đầu tiên. [2] Ông là người đầu tiên viết bằng cách sử dụng quan điểm lịch sử ba giai đoạn: Cổ vật, Trung cổ và Hiện đại. Những ngày Bruni sử dụng để xác định các giai đoạn không phải là chính xác những gì các sử gia hiện đại sử dụng ngày nay, nhưng ông đã đặt nền tảng khái niệm cho một bộ phận ba bên lịch sử.